# Magdalena Karnicka
Magdalena Karnicka, verksam till 1797, var en polsk ballerina. 
Hon var en av Antoni Tyzenhaus livegna från hans gods (Postawy i Vitryssland) och utbildad vid hans privata balett Postawy (hon var bland annat elev vid FG Le Doux).  Hon testamenterades till kungen tillsammans med hela baletten 1785. Hon var engagerad vid kungliga baletten Hans Majestäts Nationaldansare i Nationalteatern, Warszawa, 1785-1794. Hon tillhörde den polska balettens pionjärer. 
Hon dansade herdinnerollen i baletten "Lucas et Colinette". 1787 gifte hon sig med Direnthal, och - generöst begåvad av kungen - avgick från scenen. 1790 återvände hon till baletten; från och med då gick hon under sin mans namn. Efter Kościuszko-upprorets fall dansade hon förmodligen i balettevenemang som anordnades i Warszawa av kompaniet "nationella dansare" och (under första hälften av 1795) av entreprenörerna S. Holnicki och K. Owsiński. 1795 besökte hon Stanisław August i Grodno (förmodligen i sällskap med en grupp ballerinor som var engagerade vid teatern i Lviv); hon och hennes kollegor fick en dyr gåva (troligen i samband med uppträdanden - givit inför kungen för sista gången). 
Hon stannade i Warszawa till 1797, troligen med i T. Truskolaskis företag. I september 1797 undertecknade hon tillsammans med andra dansare ett brev till kommissionen som undersökte Stanisław Augusts skulder och bad om utbetalning av förfallna löner.